# Bulbophyllum filicaule
Bulbophyllum filicaule är en orkidéart som beskrevs av Johannes Jacobus Smith. Bulbophyllum filicaule ingår i släktet Bulbophyllum och familjen orkidéer. Inga underarter finns listade i Catalogue of Life.